# Igli Tare
Igli Tare (ur. 25 lipca 1973 we Wlorze) – albański piłkarz grający na pozycji napastnika. Od 2009 roku do początku czerwca 2023 roku był on dyrektorem klubu S.S. Lazio.

## Kariera klubowa
W ojczystej lidze grał tylko jeden sezon w klubie KF Partizani, przeniósł się do Niemiec do drugoligowego klubu SV Waldhof Mannheim. W Niemczech grał również w SV Südwest Ludwigshafen, Karlsruher SC, Fortunie Düsseldorf i 1. FC Kaiserslautern. Następnie w 2001 roku przeniósł się do włoskiej Brescii Calcio, tam rozegrał 75 meczów strzelając 15 goli. W 2003 roku przeszedł do innego włoskiego klubu - Bologna FC. Od 2006 do 2008 roku grał w SS Lazio; nie przedłużono z nim kontraktu. Tare zakończył piłkarską karierę i został dyrektorem sportowym Lazio.

## Kariera reprezentacyjna
Igli Tare w reprezentacji narodowej rozegrał 67 meczów strzelając 10 goli.